# Xenastrapotherium
Xenastrapotherium — викопний рід південноамериканських копитних ссавців вимерлої родини астрапотерієвих (Astrapotheriidae). Рід існував у міоцені (19-12 млн років тому) в Південній Америці.
Ця тварина була оснащена хоботом та бивнями, подібно до сучасних слонів, проте їхні бивні утворені іклами, а у слонів різцями. Рід був широко поширений на півночі Південної Америки (інші види астрапотерій зустрічались набагато південніше). Від інших астрапотерієвих відрізняється наявністю двох різців на нижній щелепі. Важив від 900 до 1500 кг.

## Види
- X. christi (Stehlin, 1929)
- X. kraglievichi (Cabrera, 1929)
- X. aequatorialis (Johnson & Madden, 1997)
- X. chaparralensis (Johnson & Madden, 1997)
- X. amazonense (Paula Couto, 1976).